# Стечишин Савеля
Савеля Стечишин, до шлюбу Вавринюк (9 серпня 1903, Тудорковичі — 22 квітня 2002) — українська громадська діячка, феміністка, журналістка, редакторка і педагогиня в Канаді. Співзасновниця Союзу українок Канади.

## Біографія
Народилась у селі Тудорковичі Сокальського повіту (Галичина). Одружилася з Юліяном Стечишиним. У Канаді з 1913; викладачка української мови і літератури в Інституті ім. П. Могили в Саскатуні й української мови в Саскатунському Університеті.
Організаторка українського жіночого руху в Канаді, співзасновниця і кілька разів голова і почесна членкиня Союзу українок Канади; членкиня президії Союзу українців самостійників. Довголітня редакторка жіночої секції «Українського Голосу», авторка численних статей. Окремо вийшли «Мистецькі скарби українських вишивок» (1950), «Traditional Ukrainian Cookery» (1957).